# Климен (цар на Орхомен)
Вижте пояснителната страница за други значения на Климен.
Климен (на старогръцки: Κλύμενος; Klymenos, „Прочутия“) в древногръцката митология е цар на минийците в Орхомен в Беотия.
Той е син на Пресбон, синът на Фрикс и внук на Атамант. или на Орхомен, синът на Миний и брат на Аспледон и Амфидок. Баща е на Ергин, Архон, Азей, Пилей и Стратий.
На фестивал в Онхестус (Беотия) в свещената гора на Посейдон, Климен е смъртно ранен с хвърлен камък от Периер, водачът на колесница на тиванския благородник Менекей в свещената гора на Посейдон. Умирайки Климен задължава своя син Ергин, който го последва на трона, да отмъсти.